# Adrien Deghelt
Adrien Deghelt (* 10. Mai 1985 in Namur) ist ein ehemaliger belgischer Hürdenläufer, der sich auf die 110-Meter-Distanz spezialisiert hat.

## Sportliche Laufbahn und Leben
Erste internationale Erfahrungen sammelte Adrien Deghelt im Jahr 2003, als er bei den Junioreneuropameisterschaften in Tampere mit 14,62 s in der ersten Runde über 110 m Hürden ausschied. 2007 gewann er bei den U23-Europameisterschaften in Debrecen in 13,59 s die Silbermedaille hinter dem Griechen Konstandinos Douvalidis, ehe er bei den Weltmeisterschaften in Osaka mit 13,70 s im Halbfinale ausschied. Im Jahr darauf schied er bei den Hallenweltmeisterschaften in Valencia mit 7,69 s im Semifinale im 60-Meter-Hürdenlauf aus und 2009 belegte er bei den Militär-Weltmeisterschaften in Sofia in 13,95 s den sechsten Platz über 110 m Hürden. Daraufhin schied er bei den Weltmeisterschaften in Berlin mit 13,78 s in der ersten Runde aus. 2010 schied er bei den Hallenweltmeisterschaften in Doha mit 7,83 s im Halbfinale über 60 m Hürden aus, bestritt aber das restliche Jahr keine Wettkämpfe mehr. Im Jahr darauf gewann er bei den Halleneuropameisterschaften in Paris in 7,62 s die Bronzemedaille über 60 m Hürden hinter dem Tschechen Petr Svoboda und Garfield Darien aus Frankreich und bestritt erneut keine Wettkämpfe im Freien. 2012 kam er bei den Europameisterschaften in Helsinki im Semifinale über 110 m Hürden nicht ins Ziel, ehe er bei den Olympischen Sommerspielen in London mit 13,42 s im Halbfinale ausschied. 2014 kam er bei den Europameisterschaften in Zürich mit 14,33 s nicht über die Vorrunde hinaus und im Jahr darauf beendete er seine aktive sportliche Karriere im Alter von 30 Jahren.
In den Jahren von 2007 bis 2009 sowie 2012 und 2013 wurde Deghelt belgischer Meister im 110-Meter-Hürdenlauf. Zudem wurde er 2007 und 2008 sowie 2010 und 2011 Hallenmeister über 60 m Hürden.

## Persönliche Bestleistungen
- 110 m Hürden: 13,42 s (−0,5 m/s), 8. August 2012 in London
  - 60 m Hürden (Halle): 7,57 s, 4. März 2011 in Paris